# Resolució 1171 del Consell de Seguretat de les Nacions Unides
La Resolució 1171 del Consell de Seguretat de les Nacions Unides fou adoptada per unanimitat el 5 de juny de 1998. Després de recordar resolucions 1132 (1997), 1156 (1998) i 1162 (1998) sobre la situació a Sierra Leone, el Consell, en virtut del Capítol VII de la Carta de les Nacions Unides, va rescindir l'embargament d'armes contra el govern de Sierra Leone.
El Consell de Seguretat va acollir amb beneplàcit els esforços del govern de Sierra Leone per restablir la pau i la seguretat al país, inclòs el procés democràtic i la reconciliació nacional. Va deplorar la resistència al govern pels rebels i va exigir que posessin fi a la seva resistència i entreguessin les armes.
Actuant en virtut del Capítol VII de la Carta de les Nacions Unides, el Consell va rescindir l'embargament d'armes contra el govern. Va decidir continuar impedint la venda d'armament i material a les forces no governamentals demanant a tots els estats que continuessin prohibint les vendes d'armes a Sierra Leone, excepte pels punts d'entrada nomenats. Les restriccions tampoc no s'aplicaran al la força de manteniment de la pau del Grup de Monitorització de la Comunitat Econòmica d'Estats de l'Àfrica Occidental (ECOMOG) o al personal de les Nacions Unides.
La resolució va imposar una prohibició de viatjar als principals membres de l'antiga junta militar i del Front Revolucionari Unit. Totes les mesures es resoldrien una vegada que l'autoritat del govern de Sierra Leone fos restaurada al país i totes les forces no governamentals quedessin desarmades i desmobilitzades. Finalment, es va demanar al Secretari General de les Nacions Unides que informés en un termini de tres i sis mesos des de l'aprovació de la resolució actual sobre les sancions i els progressos realitzats pel govern de Sierra Leone i eles forces no governamentals.